# Oramia chathamensis
Oramia chathamensis är en spindelart som först beskrevs av Simon 1899.  Oramia chathamensis ingår i släktet Oramia och familjen trattspindlar.
Artens utbredningsområde är Chathamöarna. Inga underarter finns listade i Catalogue of Life.